# Aloinella hamulus
Aloinella hamulus là một loài Rêu trong họ Pottiaceae. Loài này được (Müll. Hal.) E.B. Bartram mô tả khoa học đầu tiên năm 1946.